# Le Ying
Le Ying (República Popular China) es una nadadora china retirada especializada en pruebas de estilo libre, donde consiguió ser campeona mundial en 1994 en los 4x100 metros estilo libre.

## Carrera deportiva
En el Campeonato Mundial de Natación de 1994 celebrado en Roma, ganó la medalla de oro en los relevos de 4x100 metros estilo libre, con un tiempo de 3:37.31 segundos que fue récord del mundo, por delante de Estados Unidos (plata con 3:41.50 segundos) y Alemania (bronce con 3:42.94 segundos).